# Ben Lam
Pour les articles homonymes, voir Lam.

a Compétitions nationales et continentales officielles uniquement.

b Matchs officiels uniquement.
Dernière mise à jour le 8 août 2024.
Ben Lam, né le 9 juin 1991 à Auckland (Nouvelle-Zélande), est un joueur international samoan de rugby à XV et international néo-zélandais de rugby à sept évoluant principalement au poste d'ailier.

## Carrière

### En club
Ben Lam est formé au St Peter's College d'Auckland, où il pratique l'athlétisme et le rugby. Il joue également avec le club du Grammar Carlton RFC dans le championnat amateur de la région d'Auckland.
Il commence sa carrière professionnelle en 2012 lorsqu'il est appelé en cours de saison pour rejoindre la franchise des Blues en Super Rugby, entraînée par son oncle Pat Lam. Il profite alors de la blessure de David Raikuna (en) pour jouer son premier match le 16 mars 2012 contre les Stormers. Plus tard la même année, il signe un contrat avec la province d'Auckland pour disputer le NPC. Pendant les quatre saisons qui suivent, il devient un titulaire régulier avec Auckland, mais peine à avoir du temps de jeu avec les Blues en raison de sa présence en sélection nationale à sept, et de blessures,.
En 2017, il rejoint les Hurricanes, champion en titre du Super Rugby. Lors de sa première saison, il ne dispute que cinq rencontres (dont une seule titularisation) et un essai inscrit, en raison de la concurrence de joueurs comme Julian Savea, Nehe Milner-Skudder et Cory Jane. L'année suivante, il profite des blessures du second et du départ du troisième pour s'imposer comme un titulaire indiscutable à l'aile de la franchise de Wellington. Il dispute alors sa meilleure saison sur le plan individuel, disputant les dix-huit matchs joués par son équipe, et finit meilleur marqueur de la compétition avec seize essais inscrits, battant ainsi le record du nombre d'essais inscrits en une saison, codétenu par Ngani Laumape, Rico Gear et Joe Roff. En avril 2018, il prolonge son contrat avec les Hurricanes jusqu'en 2020.
Entre 2017 et 2019, il joue également avec la province de Wellington en NPC, disputant vingt-huit matchs pour quatorze essais inscrits.
En février 2020, il signe un contrat de deux saisons avec le club français de l'Union Bordeaux Bègles en Top 14 à compter de la saison 2020-2021.
Au terme de son contrat à l'UBB, il rejoint le Montpellier HR pour un contrat de deux saisons,. Avec cette équipe il est peu utilisé jusqu'en novembre 2023, date à laquelle un changement dans le staff lui permet de retrouver du temps de jeu,. En juin 2024, il contribue au maintien du club héraultais en Top 14 à l'occasion du match de barrage face au FC Grenoble, en inscrivant un essai et en délivrant une passe décisive. Il s'agit de son dernier match avec le MHR, puisque son contrat n'est pas renouvelé. 
En août 2024, il décide de passer au rugby à XIII et s'engage jusqu'à la fin de l'année avec les Dragons catalans, évoluant en Super League. Son contrat, sous la forme d'une mise à l'essai, lui permet de s'entraîner avec l'équipe professionnelle et de jouer avec l'équipe réserve de la franchise, Saint-Estève XIII catalan engagé en Élite 1.

### En équipe nationale
Ben Lam rejoint l'équipe de Nouvelle-Zélande de rugby à sept en 2012, repéré par le sélectionneur Gordon Tietjens. Grâce à ses qualités de puissance et de vitesse, il s'impose rapidement comme un joueur important de l'équipe. Avec cette équipe, il remporte le World Rugby Sevens Series en 2013 et 2014 et il est finaliste des Jeux du Commonwealth en 2014. En 2016, il a comme objectif de disputer les Jeux olympiques 2016, mais une grave blessure au genou survenue quelques mois avant l'empêche d'y participer.
De par ses origines, il est sélectionné par les Samoa pour disputer la Coupe du monde 2023. Durant la compétition, il connaît ses deux premières capes internationales contre l'Argentine puis le Japon, où il écope d'un carton rouge et manque le dernier match de la poule,.

## Style de jeu
Ben Lam est un ailier redoutable en attaque grâce à ses qualités physiques mêlant vitesse (moins de 11 secondes au 100m) et puissance physique (1,94 m pour environ 110 kg),. À ses qualités physiques, s'ajoutent un bon sens du placement et un instinct de finisseur, ce qui en fait une arme offensive de choix,.

## Palmarès

### En club et province
- Vainqueur du Barrage d'accession au Top 14 en 2024 avec le Montpellier HR.

### En équipe nationale
- Vainqueur du World Rugby Sevens Series en 2013 et 2014.

### Individuel
- Recordman du nombre d'essais inscrits en une saison de Super Rugby (16 en 2018).